# Tripalle
Tripalle (già Tripallo) è una frazione del comune italiano sparso di Crespina Lorenzana, nella provincia di Pisa, in Toscana.

## Geografia fisica
Il borgo di Tripalle è situato su una delle alture delle Colline pisane della valle del fiume Tora. Posto ad un'altitudine di 79 m s.l.m. lungo la strada che collega Crespina con Fauglia, il paese si sviluppa su una cresta sabbiosa alla destra del torrente Isola.

## Storia
La prima menzione del borgo di Tripalle risale all'VIII secolo, nominata in un documento datato 780 che riguarda la fondazione dell'abbazia di San Savino da parte di tre fratelli pisani, che possedevano una corte posta nel distretto di Tripallo. Una membrana del 29 aprile 907 invece testimonia la presenza di una chiesa pievana intitolata ai santi Giovanni Battista e Martino sita «in loco et finibus Tripallo», in cui è riportata l'investitura a pievano del sacerdote Azzo da parte del vescovo di Lucca Pietro. L'antica pieve, nota anche con il nome di San Giovanni in Val d'Isola, era situata più a valle rispetto al paese, lungo la riva destra dell'Isola: non più esistente, in quanto trasformata dal marchese Manfredi Malaspina di Filattiera in tinaia per la produzione del vino, è tuttavia possibile risalire al suo aspetto originario grazie ad una descrizione con disegno effettuata dal capitano Giovanni Mariti nel suo Odeporico o sia itinerario per le colline pisane (1797-1799).
Nell'XI secolo, i coniugi Sibilla e Gherardo cedettero la proprietà di Tripalle al vescovato di Pisa. Nel 1060 le proprietà vennero a loro volta allivellate a Lamberto, membro della nobile famiglia pisana degli Orlandi.
In una bolla di papa Anastasio IV dell'8 settembre 1153 è riportata la conferma al capitolo della Primaziale di Pisa dei beni che esso possedeva nel castello e corte di Tripalle. In seguito, Tripalle fu dominio prima degli Upezzinghi, poi dei Lanfranchi e infine dei conti Della Gherardesca. Il conte Ildebrandino della Gherardesca nel 1276 cedette poi i suoi diritti sul paese alla Repubblica di Pisa. Nel 1385, il popolo di Tripalle, insieme a quelli di Montalto, Fauglia e Tremoleto, si ribellò invano ai Pisani su istigazione degli eredi di Bacarozzo della Gherardesca di Montescudaio. Il 20 ottobre 1406 Tripalle si sottomise a Firenze e l'anno successivo ne venne approvato lo statuto comunale. Nel 1883 si contano a Tripalle 751 abitanti.
Persa l'autonomia dopo l'unità d'Italia, divenne frazione di Crespina, per poi confluire dal 1º gennaio 2014 nel nuovo comune di Crespina Lorenzana.

## Monumenti e luoghi d'interesse

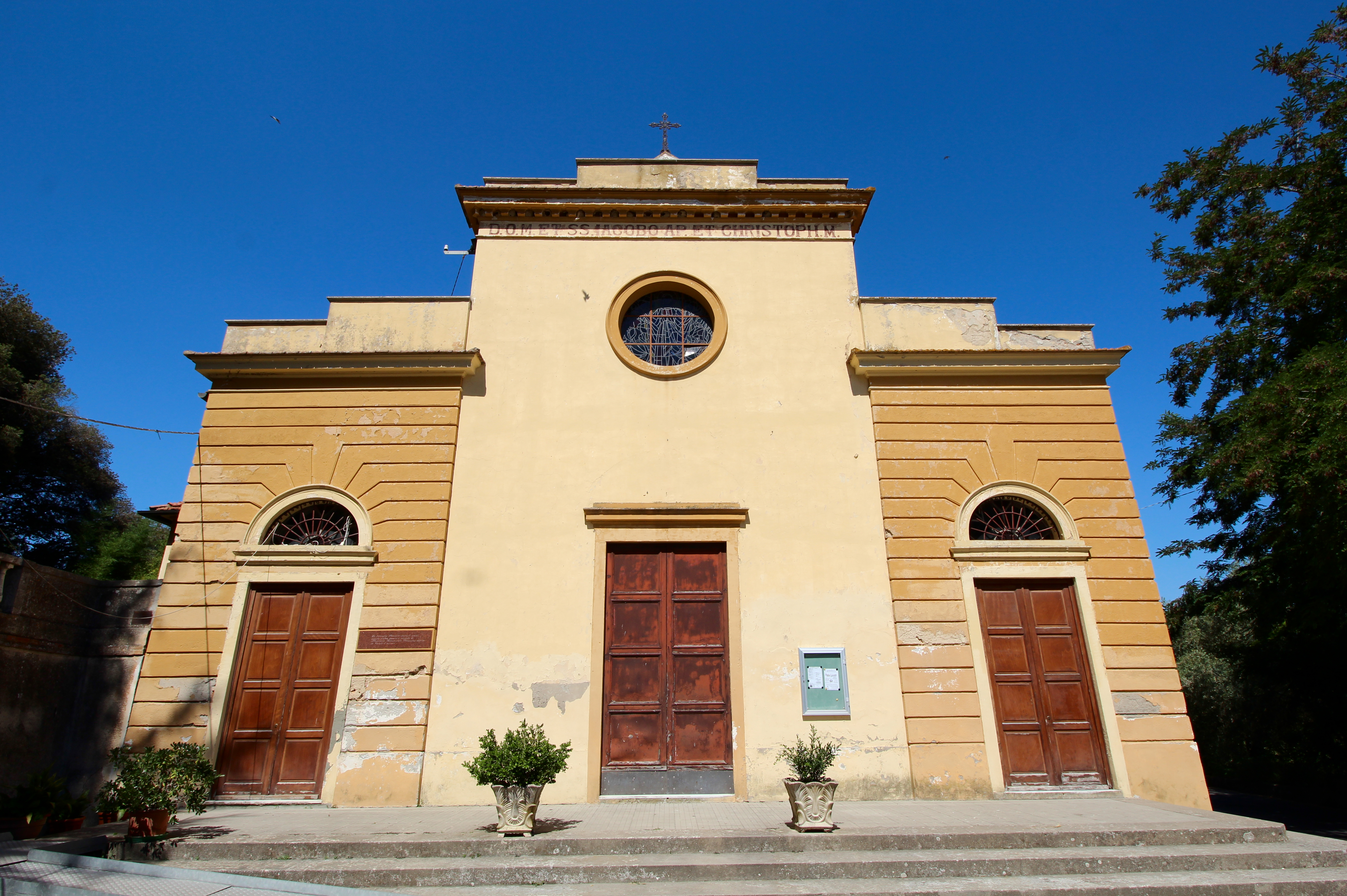
La chiesa dei Santi Jacopo e Cristoforo

### Architetture religiose
- Chiesa dei Santi Jacopo e Cristoforo, chiesa parrocchiale della frazione, si tratta di un'antica chiesa medievale che ha subito ristrutturazioni e rifacimenti nel XIX secolo. All'interno è conservata una trecentesca Madonna col Bambino e i santi Torpè e Antonio attribuita a Neri di Nello.[4] Il territorio parrocchiale di Tripalle conta 433 abitanti.[5]

### Architetture civili
- Villa Binard[4]
- Villa Ott, già Mecherini[4]

## Geografia antropica
Poco distante dal borgo, dipendente dalla frazione di Tripalle, si trova l'agglomerato di Botteghino (40 m s.l.m., 45 ab.).